# 妙見山公園
妙見山公園（みょうけんさんこうえん）は、徳島県鳴門市撫養町林崎の妙見山にある岡崎城（撫養城）の城跡を利用した公園。

## 概要
岡崎城（撫養城）跡にある公園で、19世紀のフランスのガラス工芸家、エミール・ガレの作品を鳴門ガレの森美術館がある他、山頂には妙見神社が鎮座する。徳島県出身の人類考古学者・鳥居龍蔵の業績を記念した徳島県立鳥居記念博物館があったが、2010年11月に徳島市の徳島県文化の森総合公園に移転した。
また桜の名所としても知られ、春先には花見客で賑わう。

## 公園内の施設
- 撫養城址
- 妙見神社
- 鳴門ガレの森美術館

### かつて存在した施設
- 恰美術館（2001年（平成13年）11月4日閉館）
- 徳島県立鳥居記念博物館（2010年（平成22年）11月3日に徳島県文化の森総合公園へ移転）

## 交通
- JR鳴門線鳴門駅下車、徒歩約15分。
- 鳴門市営バス「妙見山公園」下車、徒歩約5分。
- 神戸淡路鳴門道「鳴門インターチェンジ」より車で約10分。